# Гандзлювка
Гандзлювка — село на Закерзонні в Польщі, у гміні Ланьцут Ланьцутського повіту Підкарпатського воєводства.
Населення — 1557 осіб (2011).

## Історія
Після анексії поляками Галичини село закріпачене 23 листопада 1381 р., коли Ян Ланг отримав у Оттона з Пільчі диплом на закріпачення і право бути солтисом та назвав село Ланґенав (Langenau). Пізніше село отримало назву Ганзельгоф (Hanselhoff), яка надалі трансформувалася в Гандзлювка (Handzlówka). Село знаходиться на західному Надсянні, де поляки після анексії негайно організовували костели, а в 1593 р. примусово позакривали церкви. До 1772 р. село входило до Перемишльської землі Руського воєводства.
У 1772—1918 р. — у складі Австрійської імперії.
Село постійно згадується у шематизмах Перемишльської єпархії аж до 1849 р., коли в селах Гандзлювка, Григорівка і Ріки зафіксовано 7 греко-католиків, які належали до парохії Тарнавка Каньчузького деканату Перемишльської єпархії. На той час унаслідок півтисячоліття латинізації та полонізації українці лівобережного Надсяння опинилися в меншості. У наступному шематизмі (за 1868 р.) Гандзлювка вже була вилучена з переліку сіл парохії — з трьох згаданих сіл залишилися тільки Ріки з двома парафіянами.
Відповідно до «Географічного словника Королівства Польського» в 1881 р. Гандзлювка знаходилася в Ланцутському повіті Королівства Галичини і Володимирії, було 918 римокатоликів, 3 православні та 12 юдеїв.
У 1919—1939 роках село входило до Переворського повіту Львівського воєводства Польщі, в 1934—1939 роках — у складі ґміни Ланьцут.

## Демографія
Демографічна структура станом на 31 березня 2011 року:
|          | Загалом | Допрацездатний вік | Працездатний вік | Постпрацездатний вік |
| -------- | ------- | ------------------ | ---------------- | -------------------- |
| Чоловіки | 760     | 154                | 509              | 97                   |
| Жінки    | 797     | 145                | 411              | 241                  |
| Разом    | 1557    | 299                | 920              | 338                  |